# Mmashoro
Mmashoro è un villaggio del Botswana situato nel distretto Centrale, sottodistretto di Serowe Palapye. Il villaggio, secondo il censimento del 2011, conta 2.834 abitanti.

## Località
Nel territorio del villaggio sono presenti le seguenti 15 località:
- Chankwe,
- Dimajwe 2 di 18 abitanti,
- Kalisenyane di 6 abitanti,
- Madikolobe di 10 abitanti,
- Makgakga- a- Matlamma di 31 abitanti,
- Makoba Vet Camp,
- Mangana di 65 abitanti,
- Mmalegong di 32 abitanti,
- Mmashoro Lands di 17 abitanti,
- Mokataka di 5 abitanti,
- Motlhaka di 19 abitanti,
- Motsebotlhoko,
- Thupana,
- Tsatsifela di 5 abitanti,
- Uwe Aboo